# Peter Wülffing
Peter Wülffing, auch Petrus Wülffing oder Wülfing (* 1. Mai 1701 in Elberfeld; † 17. Februar 1776 in Ronsdorf, beide heute Stadtteile von Wuppertal) war reformierter Theologe und Zionit.

## Leben
Peter Wülffings war verheiratet mit Anna Luise Martius (1713–1784) und hatte mehrere Kinder: Anna Maria Elisabeth (getauft 1733), Johann Jakob (1735–1765), Elias (1741–1807), Sarah (1746–1791), Gerson (1751–1813), Anna (1752–1787) und Peter David (1754–1814). 1727 war er in Düssel, 1731 in Urdenbach, 1732 in Düsseldorf und ab 1743 in Solingen als Pfarrer tätig. Wülffing reiste häufig als Prediger durch das Bergische Land, so auch nach Düsseldorf und Elberfeld. Die Predigten in Elberfeld waren durchdrungen von der Idee einer reinen wahren zionitischen Kirche, die sich von der Umgebung abzusondern habe. Dieses war nicht auf eine Fernerwartung begrenzt oder verschoben, sondern dem Publikum als unmittelbar vermittelt und auf die eigene Zeit und Lebensumstände appliziert.
In Elberfeld wurde er zum überzeugten Anhänger der Philadelphischen Sozietät um Elias Eller und dessen zweiter Ehefrau, der Prophetin Anna Catharina vom Büchel. Vom Büchel verkündete in einer Offenbarung am 20. Februar 1737: „Ich will ihm (Wülffing) die Schlüssel des Himmelreichs geben.“ Darauf nannte sich Wülffing vornehmlich Petrus; ein Name, der mit dem Jünger Jesu als Inhaber der Schlüsselgewalt in Beziehung gesetzt wurde und den Einfluss reflektierte, den Wülffing innerhalb der Sozietät und innerhalb der späteren Gemeinde in zu Ronsdorf hatte. Ab spätestens 1726 prophezeite vom Büchel unter anderem, dass sie und Elias Eller das neue Zion aufbauen würden, und dass sie berufen sei mit Elias Eller einen Sohn zu zeugen, der als neuer Heiland und Messias die Welt beherrschen würde (siehe auch Offb 12,5 ).
1741 bewarb sich Wülffing um eine Pfarrstelle im neugegründeten Ronsdorf. Die Wahl der Gemeindeältesten in einem geheimen, schriftlichen Verfahren fiel allerdings mit siebzehn gegen vier Stimmen auf den ersten Prediger Daniel Schleyermacher. Doch als 1745 eine zweite Pfarrstelle eingerichtet wurde, entfielen auf Wülffing schon in der ersten Wahl neunzehn Stimmen, seine vier Mitbewerber teilten sich dreizehn Stimmen. In der zweiten Wahl sprachen sich von zweiunddreißig Stimmberechtigten dreißig für Wülffing aus. Mit großer Begeisterung wurde er von Abgesandten aus Ronsdorf in Solingen abgeholt und an seine neue Wirkungsstätte gebracht, wo er maßgeblichen Einfluss ausübte. Die Festrede anlässlich des Besuches des Kurfürsten Karl Theodor in Ronsdorf 1747 hielt nicht der erste und ältere Pfarrer Daniel Schleyermacher, sondern der gerade nach Ronsdorf gekommene Wülffing.
1746 erfolgte die Ernennung Wülffings zum Konsistorialrat und Synodenmitglied in Jülich und Berg durch den Preußischen König Friedrich II., mit Sitz und Stimme in der Bergischen Synode auf Lebenszeit. Mit dem Verzicht auf Sitz und Stimme in dieser Synode kam es 1754 zum Bruch zwischen den Reformierten und den Zioniten, die sich als eigenständige Gemeinde um Eller, Büchel, Schleyermacher und Wülffing im Neuen Jerusalem (Ronsdorf) konstituierten. Hierzu verfasste Wülffing 1756 den Ronsdorffischen Katechismus über den Ratschluß Gottes, den Bund zwischen Gott und den Menschen, und die Aufteilung der Zeit in verschiedene Stufen des göttlichen Heilsplanes.
Die eigenständige zionitische Kirche in Ronsdorf unter Wülffing hatte nur etwa zehn Jahre Bestand. Schon 1764 kam es zum Bruch zwischen ihm und dem damaligen zweiten Ronsdorfer Prediger Johannes Bolckhaus, einem Stiefsohn Ellers. Bei der Versiegelung anlässlich der Aufnahme in die philadelphische Sozietät hatte Bolckhaus Elias Eller Jahrzehnte zuvor schwören müssen, niemals zu heiraten. Nach Ellers Tod heiratete er jedoch eine Witwe Schüller (geb. Knevels), worüber er mit Wülffing in Streit geriet. Am 10. Dezember 1764 erfolgte die förmliche Absetzung der Ronsdorfer Prediger Wülffing und Johannes Bolckhaus von ihren Ämtern und Titeln durch die Düsseldorfer Regierung. Am 22. Mai 1765 wurde die feierliche Suspendierung in Ronsdorf vollzogen, anschließend erfolgte die Rückkehr Ronsdorfs in den reformierten Synodalverband. Im Jahre 1764 war Wülffing zeitweise im Gefängnis in Düsseldorf inhaftiert. Noch 1770 wurde ein Druckverbot gegen ihn erlassen, er und seine Familie suchten durch Spinnarbeiten ein Auskommen zu finden. Sechs Jahre später starb er verarmt in Ronsdorf.

## Werke
- Der geistliche Hirten-Stab, oder Bündelein Verschiedener Abschieds-, Antritts-, Wahl-, Neujahrs-, Passions-, Himmelfahrts- und anderer Predigten. Bey unterschiedlichen sonderbahren Gelegenheiten gehalten, und ans Licht gestellt. Düsseldorff 1735.
- Ronsdorffs Göttliches ABC, Oder Güldener Hauß-Taffel. Ronsdorf um 1750.
- Ronsdorffischer Catechismus, zum Dienst der daselbstigen Jugend. Düsseldorff 1756.
- Pro Memoria. Ronsdorff 1756.
- Das jubilirende Ronsdorff, Als man dessen Silberne Trompeten, Oder Kirchen-Buch, Abgefaßt von Petrus Wülffing, Predigern der nach Gottes Wort Reformirten Gemeine daselbst, Wie auch Königl. Preußischen Consistorial-Rath, im Jahr 1761, den 13ten Septembris, unter einer Vocal- und Instrumental-Music zum öffentlichen Gebrauch allda einführte. Mülheim 1761.
- Als Der Durchlauchtigste Fürst und Herr, Herr Carolus Theodorus, Der Durchlauchtigsten Fürstin und Frauen, Frauen Mariae Elisabeth Augustae, Höchst-Deroselben Hochgeschätzter Ehegemahlin, Hoch-gesegnete Schwangerschafft Gnädigst bekant machten, Ist in der Stadt Ronsdorf ein froehliches Danck-Fest, unterm Geläut derer Glocken, Paradirung gemeiner Bürgerschafft und Jungergesellen, wie auch geschehener Abfeurung des Geschützes, nebst angeordneter Illumination, Vocal- und Instrumental-Music, am 12ten Aprilis, 1761, gefeyret. Ronsdorf 1761.